# Bear River (Wyoming)
Bear River – miasto w Stanach Zjednoczonych, w stanie Wyoming, w hrabstwie Uinta.